# Arnold Foerster

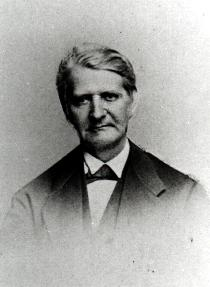
Arnold Foerster

Arnold Foerster of Arnold Förster (Aken, 20 januari 1810 – Aken, 13 augustus 1884) was een Duitse botanicus en entomoloog.

## Biografie
Foerster studeerde van 1832 tot 1836 aan de universiteit van Bonn aanvankelijk medicijnen, maar hij schakelde over naar natuurwetenschappen, vooral onder invloed van de zoöloog G. A. Goldfuß bij wie hij assistent was. Gedurende zijn verdere carrière was hij verbonden aan de Realschule van Aken. In 1853 verkreeg hij de graad van Doctor Philosophiae en in 1855 de titel van professor.
Foerster voerde uitgebreide botanische en entomologische onderzoeken uit. Zijn grootste aandacht ging daarbij uit naar vliesvleugeligen (Hymenoptera). In 1850-1856 publiceerde hij in zijn "Hymenopterologische Studien" over mieren, bronswespen (Chalcidoidea) en priemwespen (Proctotrupidae). Hij publiceerde in 1862 een indeling van de schildwespen (Braconidae) in 26 onderfamilies (zelf gebruikte hij de term "Familie") en in 1868 maakte hij een indeling van de omvangrijke familie van de gewone sluipwespen (Ichneumonidae) in 36 onderfamilies. Van elk hiervan gaf hij een determinatietabel voor de daartoe behorende geslachten. Hierbij introduceerde hij tientallen nieuwe geslachten, die echter niet alle meer als geldig worden beschouwd.